# Mishmar HaEmek
Mishmar HaEmek (en hebreo: מִשְׁמַר הָעֵמֶק, literalmente: Guardia del Valle) es un kibutz ubicado en el distrito norte de Israel. El kibutz está situado en el valle de Jezreel y está bajo la jurisdicción del concejo regional de Meguido. Mishmar HaEmek es uno de los pocos kibutzim que no ha sido privatizado y todavía sigue el modelo tradicional colectivista y socialista del kibutz. En 2021, tenía una población de 1267 habitantes. Al menos seis exmiembros de la Knéset, el parlamento unicameral israelí, provienen del kibutz Mishmar HaEmek.

## Introducción

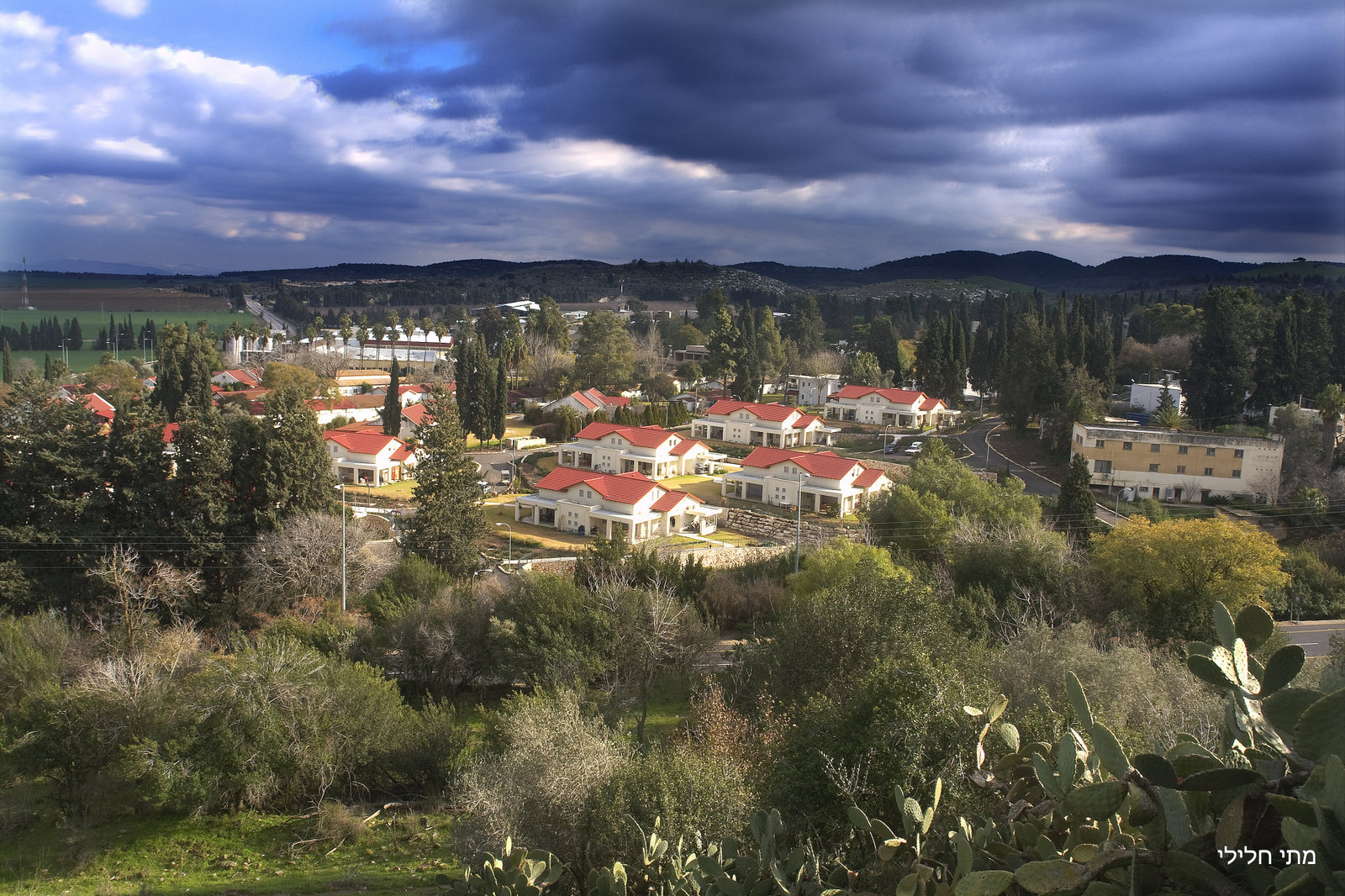
Vista de Mishmar HaEmek en 2008.

El área fue adquirida por la comunidad judía como parte de unos terrenos adquiridos a la familia Sursock del Líbano.El kibutz fue establecido en 1926 por miembros del movimiento juvenil sionista Hashomer Hatzair ("La Joven Guardia"), quienes en su mayoría llegaron desde Europa al Mandato Británico de Palestina durante la Tercera Aliyá. Fue el primer asentamiento judío en la parte sur del valle de Jezreel, construido como parte de los esfuerzos del Fondo Nacional Judío para colonizar el valle. El kibutz rápidamente se convirtió en un centro de la tnuá Hashomer Hatzair, especialmente después de que el Kibutz Arzi decidiera construir una escuela regional en el kibutz. Como bastión de la tnuá Hashomer Hatzair, el kibutz albergó a muchos pioneros de otros kibutzim y los instruyó antes de que establecieran sus propios kibutzim. En abril de 1948, durante la Guerra de Independencia de Israel, el kibutz fue el epicentro de la Batalla de Mishmar HaEmek, repeliendo con éxito la primera gran ofensiva del Ejército Árabe de Liberación comandado por Fawzi al-Qawuqji. Históricamente, la economía del kibutz se ha centrado en la agricultura. Desde 1950, también opera una fábrica de plásticos en asociación con el KibutzGaled, que se ha convertido en una parte central de la economía del kibutz. El bosque ubicado cerca del kibutz fue plantado por sus residentes y está catalogado como reserva de la biosfera por la Unesco. En las proximidades del kibutz se han encontrado dos asentamientos antiguos que datan de tiempos prehistóricos.

## Geografía
Mishmar HaEmek está ubicado en la parte suroeste del valle de Jezreel, entre la autopista 66 al noreste y el pie de las alturas de Menashé al suroeste. Se puede llegar a Mishmar HaEmek a través de la autopista 66, saliendo del tramo entre Meguido y la ciudad de Yokneam. Junto al kibutz se encuentra el bosque Mishmar HaEmek, plantado por el Fondo Nacional Judío y miembros del kibutz. Es una sección del Parque Meguido (anteriormente llamado parque Ramot Menashé), catalogado como reserva de la biosfera por la Unesco.
A través de Mishmar HaEmek fluye un afluente del Río Kishon, que lleva el nombre del kibutz. En árabe, el arroyo se conoce como WadiAbu Shusha, en honor a la aldea árabe palestina que solía existir cerca del kibutz. Comienza al sur del kibutz, entre las colinas de Menashé. El agua también proviene del manantial de Shulamit, también conocido en árabe como Ayn As-Shaghara Al-Fauqa, que significa el Manantial del Árbol Alto. La corriente fluye a través del kibutz hacia el río Kishón, en el valle de Jezreel, situado aproximadamente a unos cuatro kilómetros al norte del kibutz.

## Historia

### Establecimiento
Durante la Cuarta Aliyá (1924-1928), hubo una época de emigración judía al Mandato Británico de Palestina, controlado por los británicos. El valle de Jezreel fue la principal prioridad del Fondo Nacional Judío (FNJ). El fondo quería colonizar el valle cultivable para establecer una importante comunidad agrícola judía y crear un bloque contiguo de asentamientos israelíes que conectara Haifa con el bloque existente de asentamientos judíos entre Afula y Beit Shean. En 1924, el FNJ compró tierras propiedad de la familia cristiana libanesa Sursock cerca de Nahalal. Posteriormente decidió expandirse hacia el sur y en 1926 compró la mayor parte de las tierras de Abu Shusha, donde vivían beduinos y turcomanos. Los pioneros de Mishmar HaEmek llegaron al Mandato Británico de Palestina durante la Tercera Aliyá. Estos eran judíos polacos de Galitzia y eran miembros de tres grupos del movimiento HaShomer HaTzair, uno de la localidad de Afula y dos de la zona de Jerusalén. El 21 de enero de 1922, ellos, junto con algunas personas no afiliadas, se unieron en el barrio de Neve Shanan de Haifa para formar el garin (hebreo: גרעין, literalmente la semilla) de un futuro asentamiento. Inicialmente se llamó Kibutz Bet (Bet es la segunda letra del alfabeto hebreo, el Kibutz Alep más tarde se convirtió en el Kibutz Beit Alfa). En el momento de su formación, el garin tenía 80 miembros, pero un año después, el número se había reducido a 65.En el verano de 1922 se trasladaron a Nahalal, en el valle de Jezreel, donde participaron en el secado de pantanos y la pavimentación de carreteras. En Nahalal, algunos miembros padecían enfermedades y carecían de un medio de vida estable. A principios de 1924, el recuento de miembros era de 60 cuando los antiguos miembros se fueron y se unieron nuevos. La razón principal para irse fue la dificultad de intentar adaptarse al estilo de vida del kibutz. Algunos se marcharon porque deseaban continuar su carrera académica, otros por cuestiones familiares y algunos por oposición ideológica. En 1925, el kibutz, que entonces constaba de 60 adultos y seis niños, se trasladó a Afula, donde pavimentaron carreteras y trabajaron en la construcción.

### Unificación con el Kibutz Dalet

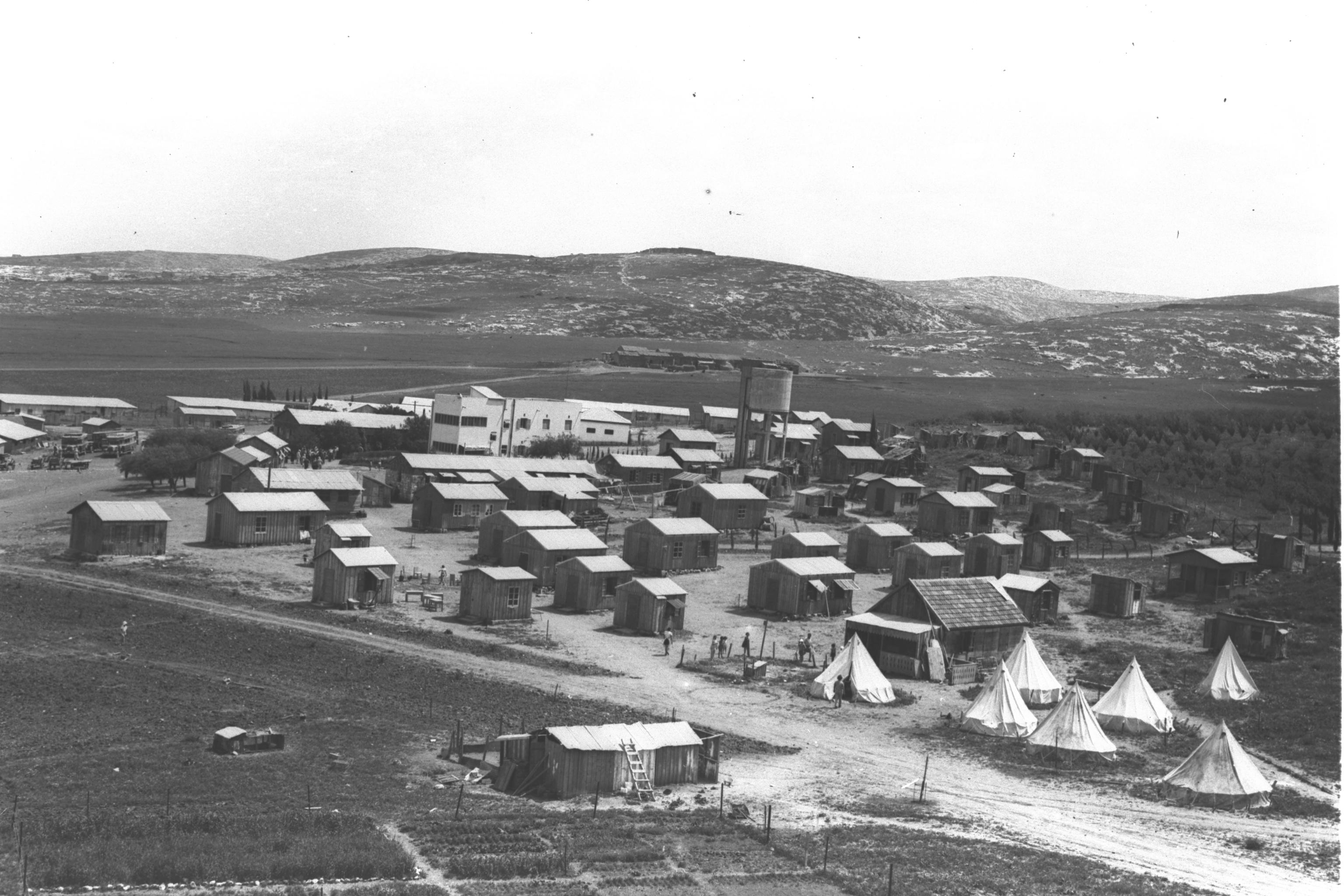
Vista del kibutz Mishmar HaEmek en 1933.

En Afula, el kibutz se unió con un grupo de Hashomer Hatzair llamado KibutzDalet (la cuarta letra en hebreo), que se formó en la ciudad de Haderaen 1924. La ceremonia de unificación se realizó como una boda judía, en la que el novio (el Kibutz Bet) y la novia (el Kibutz Dalet) se comprometieron y se leyó una ketubá (un contrato de matrimonio judío) frente a la multitud. El 3 de noviembre de 1926, los miembros (90 después de la unificación) recibieron el terreno junto a Abu Shusha. Inicialmente, sólo 15 hombres y mujeres salieron de Afula hacia Abu Shusha y se establecieron en un khan cercano, desde donde comenzaron a prepararse para el trabajo agrícola. Al año siguiente, se compraron dos mulas y se sembraron 120 dunams de campos de trigo y cebada. En ese momento los miembros abandonaron el khan y comenzaron a construir el nuevo asentamiento en su ubicación moderna, haciendo historia como un único asentamiento judío en esta parte del valle. En noviembre de 1928, el kibutz pasó a llamarse Kibutz Mishmar HaEmek según lo propuesto por el judío Menachem Ussishkin, después de que sus miembros no pudieran ponerse de acuerdo sobre un nombre. Mientras tanto, los miembros que permanecieron en Afula continuaron su trabajo allí pavimentando caminos y construyendo una sinagoga en Afula. La construcción de una sinagoga planteó algunas cuestiones ideológicas para algunos de los miembros, que eran en su mayoría socialistas seculares.
El 26 de agosto de 1929, durante los disturbios palestinos en 1929, el kibutz fue atacado por alborotadores árabes equipados con armas de fuego. Los miembros, con la ayuda de policías árabes, lograron defenderse de los alborotadores. Los policías británicos ordenaron evacuar el kibutz y prometieron cuidar de su propiedad, por lo que los miembros se marcharon al día siguiente. El 28 de agosto, los alborotadores árabes quemaron el granero del kibutz, arrancaron árboles, robaron maíz de los campos y destrozaron dos lápidas en el cementerio del kibutz. Fue la única vez en su historia en la que el kibutz fue abandonado, y se unió a otras 16 comunidades judías que también fueron abandonadas durante los disturbios. A diferencia de otros, Mishmar HaEmek fue reasentado seis días después. La evacuación tenía como objetivo proteger vidas humanas, pero muchos la vieron como un abandono. A principios de 1930, el resto de los miembros abandonaron Afula y se unieron a los miembros en Mishmar HaEmek, lo que elevó la población del kibutz a 101, con 85 adultos y 16 niños.

### Construcción y ampliación

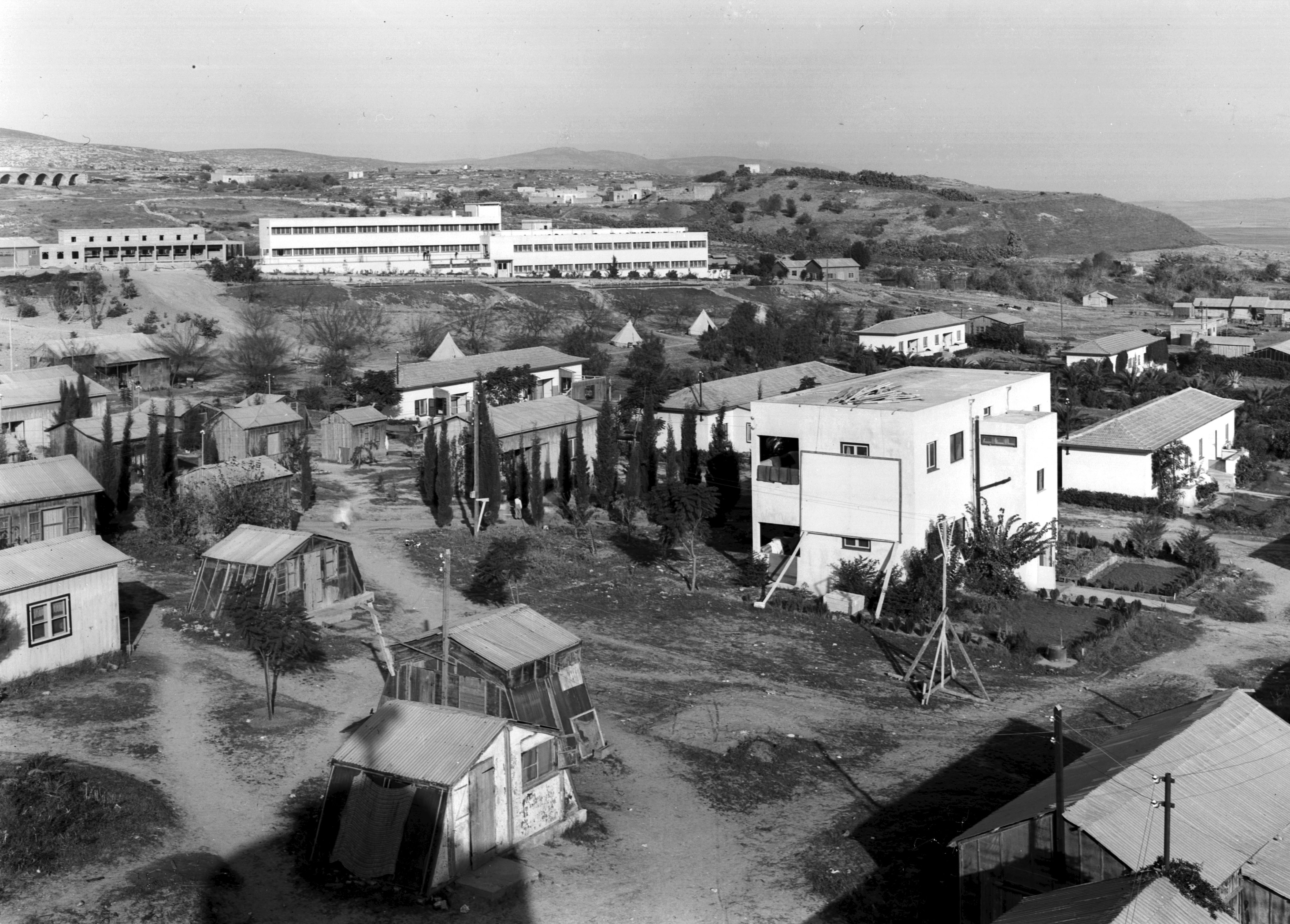
Vista del kibutz Mishmar HaEmek en 1938.

En 1931, se estableció la escuela Shomeria. Fue la primera institución educativa regional del movimiento del Kibutz Artzí, funcionó como un internado y puso en práctica la ideología socialista de la tnuá Hashomer Hatzair, creando una sociedad independiente. Los alumnos sólo veían a sus padres durante los días festivos o en días especiales de visita durante todo el año. Los niños tenían un horario diario, dedicando la mañana a la educación, la tarde al trabajo y la noche a actividades culturales. Originalmente, la escuela estaba ubicada en cabañas temporales. Más tarde, en 1931, el movimiento del Kibutz Artzí encargó un gran edificio de hormigón para la escuela que fue planeado y diseñado por Joseph Neufeld. Fue construido sólo en 1937, después de que se recaudaron los fondos necesarios. La construcción fue realizada por los miembros del kibutz para reducir costos,era conocida como la casa de los niños y cuando se completó se encontraba entre las estructuras más grandes de la región y por eso también se la apodó la casa grande, la ubicación elegida fue una colina que dominaba las casas del kibutz, simbolizando la importancia de la educación. La institución brindó educación a otras cuatro comunidades de kibutzim que se establecieron en el valle de Jezreel, incluidas Beit Alfa, Sarid, Mizra y Merhavia, a las que más tarde se unieron niños del kibutz Gan Shmuel y jóvenes de la Aliá juvenil. En los años siguientes, además de la escuela, los miembros del kibutz también construyeron un depósito de agua potable, construyeron un establo, plantaron viñedos y árboles frutales y cavaron pozos. El Fondo Nacional Judío quería consolidar la propiedad judía de las tierras que había comprado. Debido a que una tercera parte del territorio de Mishmar HaEmek consistía en colinas rocosas no aptas para la agricultura, el kibutz tenía una política de plantar bosques, Mishmar HaEmek siguió esta política y en la década de 1930 plantó unos 50.000 árboles al este del kibutz. También se proyectaba que el bosque proporcionaría material para la industria maderera local y durante décadas proporcionó una fuente de ingresos para el kibutz. Berta Guggenheimer era una activista que planificó parques infantiles en todo el país y con su sobrina Irma Lindheim, miembro del kibutz, instaló un parque infantil en el kibutz. En la década de 1930, hubo un acuerdo para permitir que los niños árabes de las aldeas cercanas visitaran y jugaran con los niños del kibutz, convirtiéndolo en un lugar único para el movimiento de los kibutzim. En la década de 1930, Mishmar HaEmek absorbió dos grupos separados de Hashomer Hatzair. El primer grupo tenía 17 personas, era de Estados Unidos y se estableció por primera vez en el kibutz en 1931, en 1933 su número aumentó a 30 personas y en 1934 se trasladaron a una zona cercana a la ciudad de Hadera. Otro grupo se estableció entre los años 1937 y 1938, y estableció el kibutz de Hatzor en 1946. En 1947, Mishmar HaEmek tenía una población de 550 habitantes. El Fondo Nacional Judío y los estudios Worton Hall de Isleworth, Reino Unido, hicieron una película en 1947 llamada La Gran Promesa (Dimat HaNehamah HaGedolah), y se filmaron varias escenas en el kibutz. En total, hasta 1957, el kibutz instruyó a unos 16 grupos que establecieron kibutzim en todo el país, incluidos HaZorea, Ein HaShofet, Ramat HaShofet y Meguido, en las cercanías de Mishmar HaEmek. Los residentes de Mishmar HaEmek representaban el ala izquierda más amigable con los árabes y orientada a la paz del Partido Laborista Israelí. Algunos de los líderes del movimiento kibutziano comoMordechai Bentovy el judío Yakov Hazan, procedían del kibutz.

### Gran revuelta árabe y Segunda Guerra Mundial

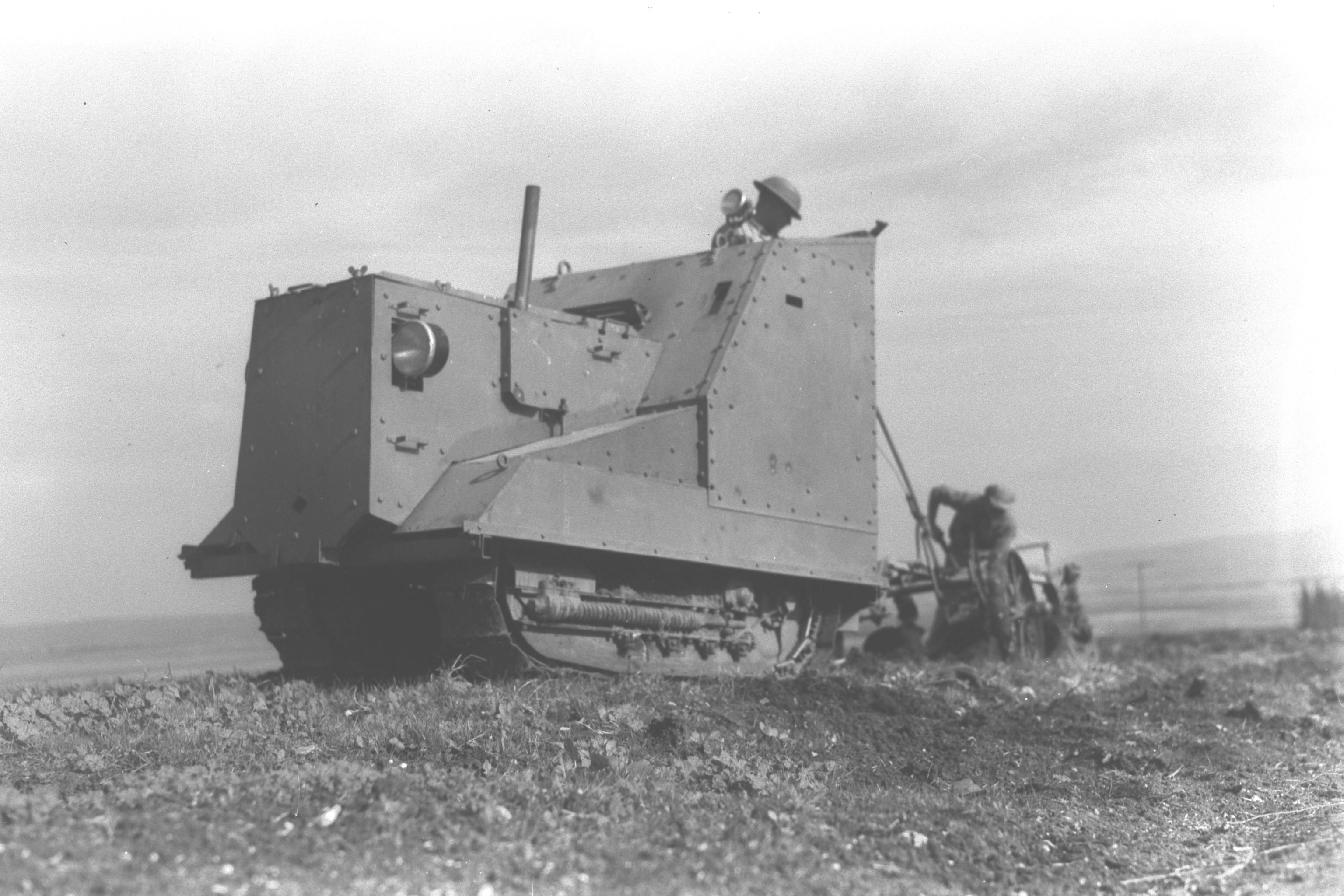
Un tractor blindado arando un campo de cultivo en el Kibutz Mishmar HaEmek.

Al comienzo de la gran revuelta árabe en Palestina entre los años 1936 y 1939, Mishmar HaEmek fue atacado por militantes árabes cercanos bajo el mando de Ahmad Attiyah Awad. Yusuf Abu Durraasumió el poder tras la muerte de Awad en marzo de 1938. Los ataques se produjeron en forma de repetidos ataques incendiarios a campos de cereales y bosques. Un miembro los describió como un crimen mayor que el asesinato, ya que la quema de los campos de trigo negó a los miembros su principal fuente de alimento. Alrededor de 30.000 árboles en los alrededores del kibutz fueron destruidos y se perdió una enorme cantidad de recursos naturales. No hubo ataques directos contra el kibutz en sí, pero casi todas las noches se produjeron disparos perdidos en su dirección. Muchos de los hombres del kibutz tuvieron que dedicar un tiempo a vigilar en lugar de trabajar en los campos. El Alto Comisionado británico, Arthur Grenfell Wauchope, visitó el kibutz y nombró a 15 miembros como guardias armados, sin embargo, en agosto de 1936 la situación empeoró cuando los ataques se hicieron más frecuentes. El gobierno británico envió a 60 soldados y en octubre terminaron los ataques al kibutz. El poeta y futuro político israelí Uri Zvi Greenberg criticó a los miembros de Mishmar HaEmek por no tomar cartas en el asunto tras los ataques a sus campos. En un poema que escribió sobre los acontecimientos, cambió el nombre del kibutz de "Mishmar HaEmek" (Guardia del Valle) a "Hefker HaEmek" (Abandono del Valle). El 2 de febrero de 1938, Abraham Goldschleger, miembro del kibutz y guía de Ein HaShofet, fue emboscado y asesinado por residentes de Al-Kafrayn. En el ataque también murieron dos residentes de Ein HaShofet que lo acompañaban. Uno de los tiradores fue capturado y ejecutado. En ese período, el Palmaj (una fuerza de élite de la organización de defensa judía Haganá) utilizó los árboles del bosque cercano como cobertura para su principal campo de entrenamiento y sus combatientes trabajaron en el kibutz para no levantar sospechas por parte de los soldados británicos. En el otoño de 1942, durante la Segunda Guerra Mundial, el Ejército británico utilizó Mishmar HaEmek como campo de entrenamiento. 160 voluntarios judíos, que más tarde se convertirían en miembros del Palmaj, fueron entrenados por los ingenieros reales en prácticas de sabotaje y operaciones, se escondieron varias toneladas de explosivos en escondites en caso de que la zona quedara bajo la ocupación alemana, a este programa finalmente se puso fin y se emitieron órdenes para que se recogieran todos los equipos y explosivos y se devolvieran a los británicos.

### Batalla de Mishmar HaEmek

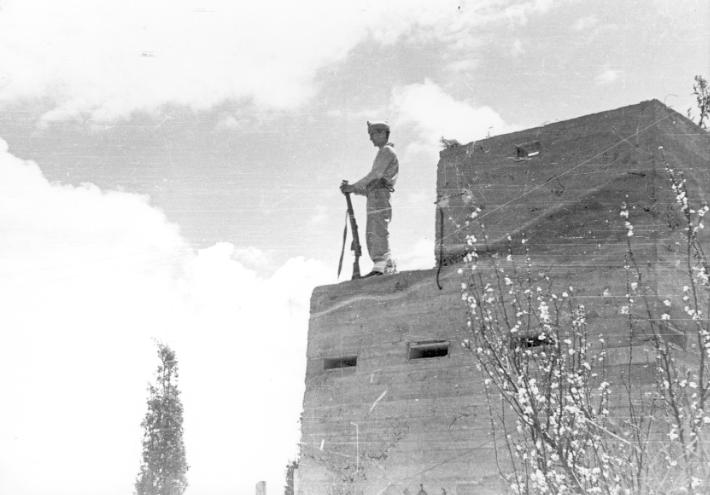
Centinela en el kibutz Mishmar HaEmek en 1948.

Durante la guerra civil de 1947-1948 en el mandato de Palestina, el kibutz fue objeto de un ataque a gran escala por parte del Ejército Árabe de Liberación (EAL) el 4 de abril de 1948. El líder del EAL, Fawzi al-Qawuqji, planeaba apoderarse de Mishmar HaEmek para controlar la ruta entre Yenín y Haifa. El ataque comenzó con un bombardeo artillero, los atacantes contaban con siete piezas de artillería de campaña, suministradas por el Ejército Árabe Sirio. Durante el bombardeo del kibutz se destruyeron casas, se mató a civiles, defensores del kibutz y bestias de carga, el destacado edificio escolar sufrió graves daños y posteriormente se construyó allí un refugio antiaéreo. El 6 de abril de 1948, las mujeres y los niños del kibutz fueron evacuados con la ayuda de los británicos a otros asentamientos ubicados en el valle de Jezreel y comenzó un alto el fuego mediado por los británicos durante el cual las fuerzas judías fortificaron el kibutz y cavaron trincheras alrededor de su perímetro. 

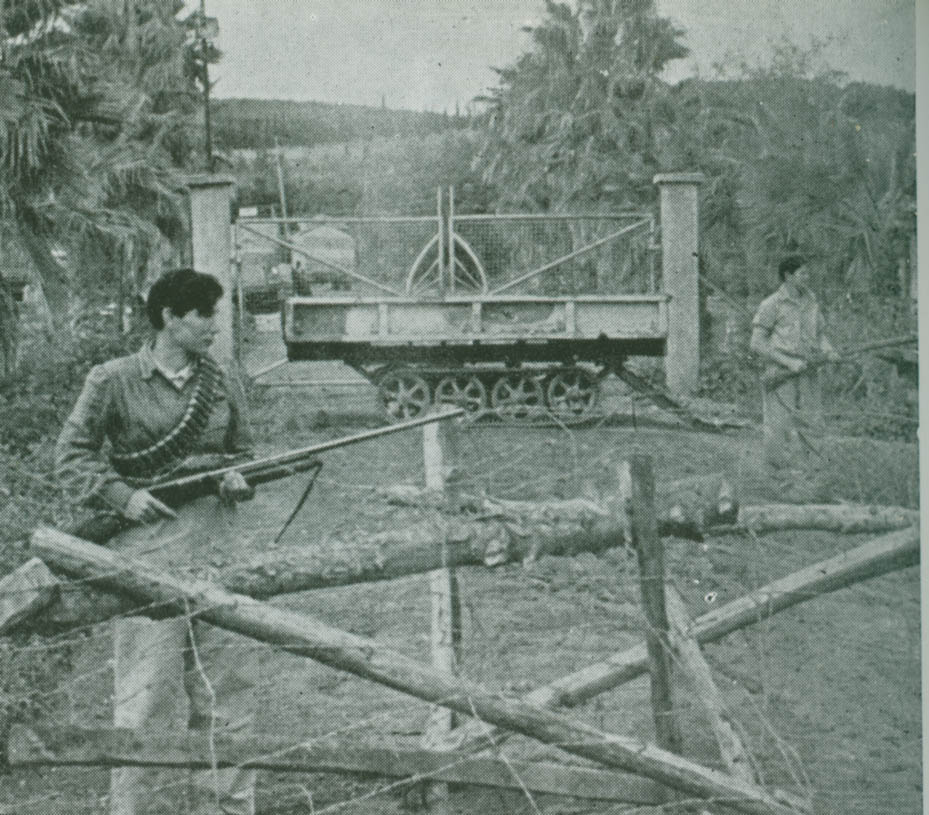
Milicianos judíos en la entrada del kibutz Mishmar HaEmek en 1948.

Aunque las fuerzas árabes no habían entrado en el kibutz, Qawuqji informó que el kibutz fue capturado y la conquista de Mishmar HaEmek fue celebrada falsamente en los periódicos árabes, que también informaron de numerosas bajas entre las fuerzas judías. El EAL envió sus condiciones a la Haganá, diciendo que levantarían el sitio del kibutz, se reagruparían y avanzarían hacia Haifa si las fuerzas judías no tomaban represalias a cambio contra las aldeas árabes cercanas.Las fuerzas judías rechazaron la oferta y la ofensiva árabe se reanudó el 8 de abril. En la noche del 8 al 9 de abril, las fuerzas judías lanzaron un contraataque bajo el mando de Yitzhak Sadeh y capturaron la cercana aldea árabe de Al-Ghubayya al-Fawqa en una feroz batalla. En los días siguientes, las tropas de la Brigada Carmeli y las unidades del Palmaj capturaron varias aldeas palestinas cerca de Mishmar HaEmek y la cercana Ein HaShofet y las destruyeron. Durante la segunda fase de la guerra, el 24 de diciembre de 1948, en plena Janucá, aviones de la Fuerza Aérea Iraquí bombardearon el kibutz, alcanzaron la casa de los niños, mataron a tres niños de nueve años y a una mujer embarazada e hirieron a otros cuatro niños. El historiador Yoav Gelber especula que los iraquíes querían atacar la Base Aérea de Ramat David, pero en su lugar atacaron el kibutz.

### Después del establecimiento de Israel

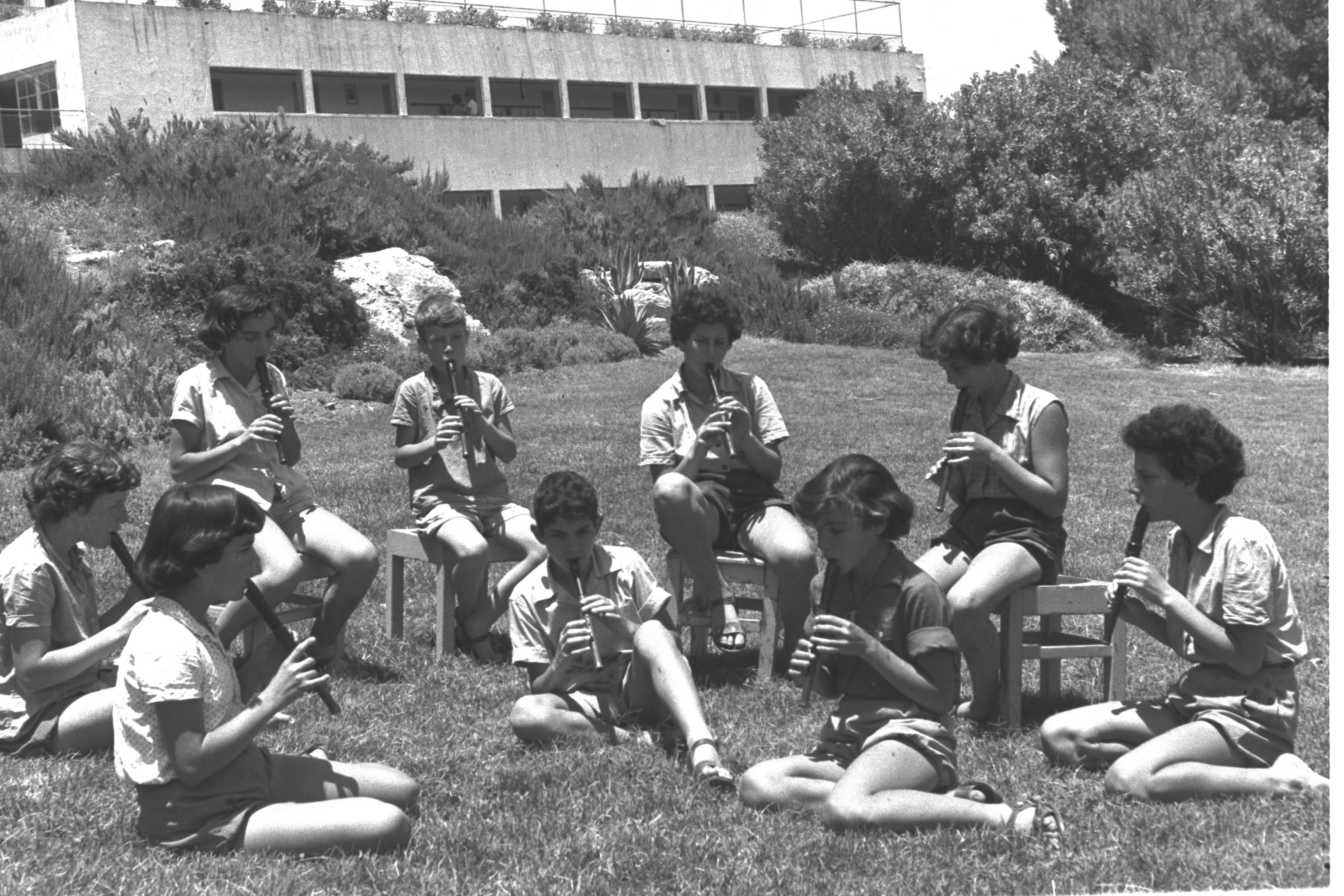
Estudiantes tocando la flauta en la escuela agrícola del Kibutz Mishmar HaEmek.

El kibutz se ganó un nombre en Israel como hogar de educadores, autores, líderes, políticos y ministros, también se ganó el nombre al ser un importante centro del movimiento Hashomer Hatzair. En 1950, el kibutz estableció una fábrica de plásticos llamada Tama (en hebreo:תעשיות משמר העמק,TaasiyotMishmarHaEmek, en inglés: Mishmar HaEmek Industries) que con el tiempo se convirtió en una parte central de la economía del kibutz. La fábrica fue creada para proporcionar trabajo a las personas mayores, ya que en ese momento Mishmar HaEmek tenía el mayor número de residentes de edad avanzada entre toda la red del Kibutz Artzi. Ese mismo año el kibutz terminó de construir un nuevo gran comedor y cocina, cuya construcción se retrasó durante la guerra. El comedor se inauguró en una celebración que duró un día y que incluyó una obra de teatro presentada por Shulamit Bat-Dori, miembro del kibutz, que contaba las historias bíblicas de los reyes Saúl y Salomón y al mismo tiempo insinuaba cuestiones contemporáneas del kibutz. En la obra participaron miembros de todas las edades.

### Relación con Keren Yesha
En mayo de 1950, la Agencia Judía para la Tierra de Israel, estableció una aldea y un maabará (campo de tránsito de inmigrantes para los judíos yemenitas) llamado Keren Yesha junto a Mishmar HaEmek, estaba ubicado en lo alto de Tel Shush, donde se establecieron los primeros miembros del kibutz en 1926. La aldea fue abandonada y los residentes se mudaron a Midrakh Oz en 1953. Las rivalidades políticas afectaron las relaciones entre Mishmar HaEmek y Keren Yesha. El periódico Hed Ha-Mizrach, describió la vida en Keren Yesha dos meses después de su establecimiento; Los inmigrantes yemeníes vivían en tiendas de campaña y aunque los residentes afirmaban estar contentos, también decían que no había suficiente apoyo por parte de las autoridades israelíes. El periódico Al HaMishmar, afiliado al movimiento del Kibutz Artzí, informó en 1950 que el kibutz ayudó a la nueva comunidad y proporcionó una serie de servicios a los nuevos inmigrantes. El periódico informó que el Movimiento de los Moshavim, que era oficialmente responsable de Keren Yesha, pidió que el kibutz cesara su ayuda y dijo a los residentes que debían elegir entre la ayuda de Mishmar HaEmek o el Movimiento de los Moshavim, que tenía diferentes puntos de vista sociales y políticos. En julio de 1951, Keren Yesha protestó contra la negligencia de las autoridades y bloqueó la carretera cercana. El periódico Davar, afiliado al partido Mapai, informó que la protesta fue organizada por miembros de Mishmar HaEmek afiliados al partido rival Mapam y también afirmó que habían negado agua potable y asistencia sanitaria a los inmigrantes después de que estos decidieron apoyar al partido Mapai. Este informe causó indignación entre los miembros del kibutz, quienes negaron las acusaciones y afirmaron que las relaciones entre ambas comunidades eran buenas y que el kibutz brindaba a la aldea el apoyo que las autoridades no brindaban. Más tarde, Davar se disculpó, diciendo que era un informe falso.

### Expansión económica y problemas contemporáneos

Niños del kibutz danzando.

En la década de 1970, tras la ampliación de la fábrica de Tama, se vendió una participación del 20 % (luego aumentada al 25 %) al KibutzGaled. En la década de 1980, el kibutz sufrió la crisis de las acciones bancarias de 1983. En un intento por salvar al kibutz de la quiebra, Tama comenzó a fabricar redes de plástico utilizadas para agrupar cultivos y a finales de los años 1980, la crisis terminó. Varios movimientos comerciales exitosos de Tama a principios de la década de 1990 llevaron al kibutz a una era de prosperidad económica y alta calidad de vida. Durante ese período, se reformó la educación en el kibutz, se abolieron las sociedades infantiles y los alumnos fueron trasladados a escuelas fuera del kibutz. Esto permitió al kibutz ampliar las casas existentes y establecer nuevos barrios. La prosperidad llevó al kibutz a aumentar los salarios de sus miembros, crear fondos personales para las familias e institucionalizar las actividades culturales y recreativas gracias a las jornadas laborales semanales. El 1 de abril de 1990, 15 000 personas (según el periódico Maariv) participaron en un desfile desde el bosque de Menashé hasta Mishmar HaEmek en protesta por la objeción del Rabino Elazar Shach de impedir una coalición política entre los partidos haredíes y los partidos de izquierda, a los que describió como comedores de liebre y devoradores de cerdo (comida no kosher). Muchos líderes de la izquierda israelí participaron en el desfile, incluidos los expolíticos Yaakov Hazan (de 91 años en ese momento) y Emri Ron, ambos provenientes de Mishmar HaEmek, Elisha Shapira, jefe del kibutz Arzi, Rafael Eitan y Hagai Meirom, ambos miembros de laKnéset(el parlamento unicameral de Israel). En agosto de 1990, algunos miembros del kibutz, así como otros miembros de los kibutzim afiliados al Kibutz Artzi, firmaron una petición pidiendo al movimiento de los kibutzim que lanzara una protesta no violenta contra las acciones de las Fuerzas de Defensa de Israel contra el pueblo palestino en los territorios palestinos durante la Primera Intifada. En 2010, el kibutz decidió, tras una serie de reuniones públicas, nombrar un equipo de miembros para discutir la privatización de la electricidad, la alimentación, el correo postal, la barbería y los cosméticos, los otros servicios debían mantenerse bajo la responsabilidad del kibutz, incluidos la atención sanitaria, la educación y el bienestar social. El conflicto se refería principalmente a la privatización del comedor. Al final de las discusiones, la mayoría de las iniciativas de privatización fueron rechazadas y sólo se aceptaron unos pocos cambios menores que no tuvieron ningún efecto práctico en el estilo de vida colectivo. La ampliación del kibutz se ha realizado en cuatro fases. En 2020, se construyó una ampliación residencial hacia el lado este del kibutz y se prevé que incluya un total de 154 unidades residenciales, en edificios residenciales que constan de dos apartamentos cada uno. La parte sur de la ampliación consta de 110 unidades y fue aprobada en 2006, en la ubicación del pueblo y yacimiento arqueológico de Al-Ghubayya al-Tahta. La segunda fase se aprobó en 2018, en la ubicación del antiguo establo del kibutz e incluye 44 viviendas adicionales.

## Economía
Mishmar HaEmek es uno de los kibutzim más ricos de Israel. Su economía se basa en una estructura colectivista en la que todos los bienes son de propiedad comunitaria y todos los residentes ganan la misma cantidad de dinero. Históricamente, el kibutz ha dependido de la agricultura como fuente clave de ingresos. Hoy en día, las explotaciones agrícolas del kibutz incluyen cultivos, huertos, ganadería, industria láctea y aves de corral. La fábrica Tama, una de las principales fábricas de plásticos del movimiento de los kibutzim, ha sustituido a la agricultura como centro de la economía kibutziana. En 2015, se estimó que la empresa tenía unos ingresos por ventas anuales de 1500 millones de NIS, que aumentaron a más de 2000 millones de NIS en 2019 (compartidos con el kibutz Galed). La fábrica tiene unos 250 trabajadores, una cuarta parte de los cuales son miembros del kibutz, fabrica redes de plástico que se utilizan para agrupar cultivos. Tama es una de las empresas más grandes que fabrica este producto y trabaja con empresas como Deere & Company. Tiene fábricas en tres países con un total de 1600 empleados.En la fábrica, los empleados y ejecutivos que son residentes del kibutz ganan lo mismo, mientras que los no residentes del kibutz que están empleados en la fábrica ganan de acuerdo con su trabajo. Se han desarrollado varios servicios en el kibutz; algunos de ellos son operados de forma privada por los miembros del kibutz, como el sistema de información IDEA, que proporciona software para el 70 % de los museos de Israel, incluido Yad Vashem. En 2019, el kibutz cerró un acuerdo con los kibutzim de Evron y Saar para comprar una cuarta parte de su participación en una empresa llamada Bermad, cuyo valor se estima en unos 450 millones de NIS. La empresa fabrica productos de control del agua que se suministran a más de 70 empresas, con unos ingresos anuales de 500 millones de NIS y que emplean a unos 700 trabajadores.

## Demografía
Según el censo de 2008, el 22 % de los residentes tenían menos de 17 años, el 64 % entre 18 y 64 años y el 14 % tenían más de 65 años. La edad media era 30 años. El número de residentes nacidos en el extranjero disminuyó del 32,8 % en 1972 al 20,9 %.De ellos, el 41,5 % inmigró hasta 1960, el 21,3 % entre 1961 y 1989, el 24,7 % entre 1990 y 2001 y el 12,5 % restante después de 2002. El número promedio de hijos nacidos por mujer disminuyó de 2,5 en 1972 a 1,7. El 41,4 % de los residentes mayores de 15 años trabajaban en la industria manufacturera, el 16,4 % en la educación, el 11,6 % en la agricultura, el 7,9 % en servicios comunitarios, sociales, personales y otros, y el 5,4 % en actividades inmobiliarias, de alquiler y comerciales. El 9,8 % de los vecinos mayores de 15 años trabajaban fuera de la localidad. Mishmar HaEmek tiene una comunidad judía secular.

## Educación
En Mishmar HaEmek se imparte educación infantil. Los niños del kibutz estudian en una escuela primaria en HaZorea y luego continúan hasta la escuela secundaria de Meguido, cerca de Ein HaShofet. Hasta la década de 1990, los estudiantes de los grados 7 a 12 asistían a la escuela secundaria de Shomeria. El complejo de la escuela Shomeria siguió sirviendo al kibutz para la educación informal, y tras una renovación, ahora alberga oficinas y una biblioteca.

## Puntos de referencia
La cueva del Palmaj se encuentra en las afueras del kibutz, cerca del bosque, fue utilizada por la organización judía Palmaj, durante la guerra civil que tuvo lugar en el Mandato de Palestina. La cueva fue elegida por el Palmaj tras su creación en 1941, como un lugar de entrenamiento para sus unidades, la cueva también se utilizó para celebrar reuniones entre los comandantes del Palmaj. Antes de que fuera utilizada por el Palmaj, la utilizaban como refugio los beduinos, actualmente la cueva es una atracción turística y un sitio educativo dirigido por un miembro del kibutz. El cementerio de Mishmar HaEmek está situado en las afueras del kibutz, junto a la cueva del Palmaj. En el cementerio están enterrados los antiguos miembros del kibutz, entre ellos hay cinco miembros de la Knéset, muchas personalidades conocidas del ámbito cultural y social, y algunos oficiales militares de alto rango.Algunas de las personas enterradas en el cementerio, no son antiguos miembros del kibutz, pero tienen algún tipo de conexión con el mismo. Pinat HaGolah ("El lugar de la diáspora") es un memorial en recuerdo de los niños asesinados en el Holocausto. El monumento fue construido por el escultorZeev Ben-Zvientre 1945 y 1947. Lo construyó con los estudiantes del kibutz y fue el primer sitio conmemorativo del Holocausto en Eretz Israel. Durante la Batalla de Mishmar HaEmek, librada en 1948, el lugar fue dañado por un proyectil, pero Zeev Ben-Zvi se negó a repararlo.

## Arqueología
Un yacimiento arqueológico que hay junto a Mishmar HaEmek es Tel Shush que está justo al norte de los edificios del kibutz, es un tell con una superficie de 40 dunams (10 acres) situado en una de las colinas de Menashé. El montículo se eleva a una altura de 50 m sobre el valle que se encuentra debajo.El sitio fue inspeccionado en 1949 y 1975. Entre los descubrimientos se encuentran los restos de una rampa de tierra alrededor del montículo que data de la Edad del Bronce y unos almacenes subterráneos, atribuidos al período de las cruzadas. En el montículo y sus alrededores se recogieron muchas monedas con el nombre "Geva". El sitio contenía tiestos de todos los períodos históricos entre la Edad del Bronce Medio y los tiempos modernos. El montículo fue identificado por geógrafos y arqueólogos israelíes como Geva Parashim de la época de los asmoneos, la Gaba Philippi del gobierno del Imperio Romano, o Geva, que aparece en la lista de ciudades conquistadas por el Faraón Tutmosis III del siglo XV a. C. Los artefactos del yacimiento de Tel Shush se exhiben en una exposición permanente de acceso libre preparada por los miembros del kibutz y la Autoridad de Antigüedades de Israel. Desde la ventana del edificio se puede ver el yacimiento de Tel Shush. La colección fue creada por Yaakov Padan, miembro del kibutz. Los artefactos fueron recolectados por los miembros del kibutz a lo largo de los años. En Mishmar HaEmek hay un yacimiento arqueológico en el lugar de una antigua aldea palestina despoblada llamada Al-Ghubayya al-Tahta. El sitio cubre alrededor de 40dunamsy contiene untellque no se puede ver desde la superficie. Se excavaron siete estratos, que datan de entre el neolítico temprano y el período otomano tardío. En febrero de 2007 se llevó a cabo una excavación de prueba, seguida de una excavación en agosto y septiembre de 2007 y otras dos entre julio y septiembre de 2010. Después de las excavaciones, se construyó una nueva extensión residencial en la parte superior del yacimiento. Los restos más antiguos son del neolítico B, de un periodo anterior a la invención de la alfarería, se han encontrado muchas herramientas de pedernal, como hoces, puntas de flecha y cuchillos, se ha encontrado un recinto pavimentado con piedras y al menos ocho lugares de enterramiento: Siete para hombres adultos y uno para una mujer adulta. Algunos de los entierros presentan ofrendas funerarias como puntas de flecha, una pata de toro salvaje y una concha perforada (probablemente un colgante). Una muestra de huesos de animales revela que ninguno de ellos fue domesticado y que casi la mitad de los huesos pertenecían a toros salvajes. Se descubrieron los restos de una gran estructura y cerámica de las culturas yarmukiana y lodiana, que datan del neolítico cerámico. Los restos de la cultura Yarmukian incluían hoces de pedernal, sierras y puntas de flecha, así como una probable tumba con huesos humanos, algunos dentro de una vasija. Se encontraron tres hileras de piedras de forma rectangular y su uso no está claro. Se encontró cerámica perteneciente a la cultura Wadi Rabah y el sitio está fechado en el período calcolítico temprano, se encontraron una tumba y varios edificios redondos o elípticos de la Edad del Bronce con abundante cerámica, algunos muestran un parecido con estructuras encontradas cerca de la ciudad de Kiryat Ata, también se encontró cerámica de principios de la Edad del Bronce antiguo y suelos de viviendas pobres de la Edad del Bronce medio. También se encontró una estructura de la época romana, se encontraron piezas de cerámica que datan del período bizantino temprano (siglos III y IV d. C.) que probablemente se utilizaron para fertilizar la tierra y no indican ningún asentamiento permanente serio en ese período. En la capa más alta se descubrió un patio rodeado por varias habitaciones, que se cree que formaba parte de un gran edificio. Es probable que fuera construido en el siglo XIX y que las tejas que se encuentran en él procedieran del puerto de Marsella en Francia. Según un residente del kibutz, el edificio ya no estaba en pie cuando se estableció el kibutz.

## Gente notable

### Miembros de la Knéset
- Mordejai Bentov, hermano de Shulamit Bat-Dori, ministro del gobierno y signatario de la declaración de independencia de Israel. Miembro del partido político Mapam.
- Yaakov Hazan, miembro de la Knéset. (Mapam, Alineamiento).
- Amnon Linn, miembro de la Knéset. (Mapai, Alineación, Likud). Nacido en 1924 sus padres eran miembros del kibutz. Dejó el kibutz y fue a vivir a Haifa en 1950.
- Emry Ron, miembro de la Knéset (Alineación). Nació en el kibutz en 1936 y permaneció allí hasta su muerte en 2013.
- Emma Talmi, miembro de la Knéset (Mapam). Originaria de Ein HaHoresh, se unió al Kibbutz Dalet en 1927, que luego se unió con Mishmar HaEmek. Murió en 2004 y fue enterrada en el kibutz.
- Moshe Shamir, autor, dramaturgo y miembro de la Knéset (del partido Mapam). Fue miembro del kibutz entre 1944 y 1946.

### Otros
- Eli Amir, autor, se mudó al kibutz en 1950 desde Irak y vivió allí hasta que se mudó a Jerusalén en 1953. Su novela Tarnegol Kaparot se inspiró en su estancia en el kibutz. Se considera uno de los veinte libros que son los fundamentos de la literatura hebrea moderna.
- Shulamit Bat-Dori, productora y directora de teatro israelí. Se unió a los pioneros del kibutz en 1923, cuando permanecieron en Nahalal. En 1925 fue enviada a Polonia por el movimiento juvenil sionista HaShomer HaTzair. Shulamit regresó al kibutz en 1935, Shulamit era miembro del movimiento del Kibutz Artzi, murió en 1985 y está enterrada en el kibutz.
- Or Goren (nacido en 1956), jugador de baloncesto.
- Ayin Hillel, poeta y escritor, nacido en el kibutz en 1926. Sirvió como explorador durante la Batalla de Mishmar HaEmek, y más tarde sirvió en el Palmaj y luchó en el sur del país con la Brigada del Néguev. Dejó el kibutz en 1954 y marchó a Jerusalén. Murió en 1990 y está enterrado en el kibutz.
- Yehezkel Braun, compositor. Se mudó al kibutz en 1941 y participó en la defensa del kibutz en 1948. Lo dejó en 1952 para estudiar música y se convirtió en profesor.
- Adin Talbar, atleta y funcionario deportivo.
- Zellig Harris, lingüista.
- Bruria Kaufman, física teórica israelí, esposa de Zelling Harris.
- Svein Sevje, embajador de Noruega en Israel. Fue voluntario en el kibutz después de la Guerra de los Seis Días, a finales de los años 1960 y aprendió hebreo en el kibutz.
- Shneior Lifson, físico y químico.
- Irma Lindheim, educadora y recaudadora de fondos sionista, y tercera presidenta de la organización femenina Hadassah. Se mudó al kibutz en 1933 desde los Estados Unidos y fue miembro hasta su muerte en 1978.